# Provincia di Siena
La provincia di Siena è una provincia italiana della Toscana di 260 701 abitanti, con capoluogo Siena, ottava provincia toscana per popolazione e seconda per superficie, contando 35 comuni, compreso il capoluogo.
Confina a nord con la Città Metropolitana di Firenze, a nord-est con la Provincia di Arezzo, a sud-est con le province umbre di Perugia e Terni, a sud con la Provincia di Viterbo (Lazio), a sud-ovest con la Provincia di Grosseto e a ovest con la Provincia di Pisa. La provincia di Siena con i suoi 4 patrimoni UNESCO è, insieme a quella di Firenze, la provincia con più patrimoni UNESCO della Toscana e una delle più ricche in Italia, è la provincia che occupa l'estremità meridionale della regione assieme a quella di Grosseto.

## Geografia e territori
Il territorio occupato dalla provincia di Siena di estende per 3821 km² e comprende varie zone geografiche molto diverse fra loro; le zone montuose si trovano nei versanti Sud, Ovest e Nord-Est della provincia, le valli e pianure si trovano principalmente nei versanti Est e Centro-Sud, mentre le zone collinari (sono quelle che dominano la maggior parte del territorio) si trovano nel resto della provincia; infine si trovano molti laghetti, ma pochissimi laghi grandi nel territorio. Ecco la lista delle principali zone precedentemente menzionate:
| Pianure e Valli | Colline                                                                                   | Montagne Note | Laghi Principali |
| - Val d'Orcia - Val di Chiana Senese - Val d'Elsa - Val di Merse - Val di Paglia Senese - Val d'Arbia - Val d'Ombrone Senese - Val d'Ambra - Val di Cecina - Val di Feccia - Val di Farma | - Chianti Senese - Crete Senesi - Montagnola Senese - Colline Metallifere - Tuscia Senese | - Monte Amiata (1.738 m) - Corno di Bellaria (1.616 m) - Poggio Seragio (1.117 m) - Poggio dell'Ermicciolo (1.100 m) - Poggio Zoccolino (1.035 m) - Poggio del Riccio (985 m) - Monte Cetona (1.146 m) - Il Varco (1.017 m) - Cornate di Gerfalco (1.060 m) - Poggio Pietraporciana (847 m) - Monteluco (831 m) | - Lago di Chiusi - Lago di Montepulciano - Lago di San Casciano - Lago del Calcione - Lago di Maddalena - Lago dell'Acqua Borra - Lago Astrone - Lago di Monaciano - Lago Cepparello - Lago dell'Acquabona |

### Clima
Il clima di Siena si può definire mediterraneo di transizione, dato che ha inverni relativamente miti, ed estati calde e soleggiate. Nella tabella sono riportati i valori medi delle stazioni meteo di Siena nel decennio 2010-2020:
| Stazione Meteorologica di Siena | Mesi | Mesi | Mesi | Mesi | Mesi | Mesi | Mesi | Mesi | Mesi | Mesi | Mesi | Mesi | Stagioni | Stagioni | Stagioni | Stagioni | Anno |
| Stazione Meteorologica di Siena | Gen  | Feb  | Mar  | Apr  | Mag  | Giu  | Lug  | Ago  | Set  | Ott  | Nov  | Dic  | Inv      | Pri      | Est      | Aut      | Anno |
| ------------------------------- | ---- | ---- | ---- | ---- | ---- | ---- | ---- | ---- | ---- | ---- | ---- | ---- | -------- | -------- | -------- | -------- | ---- |
| T. max. media (°C)              | 10,8 | 11,3 | 14,8 | 20,6 | 23,6 | 29,1 | 32,5 | 32,8 | 27,5 | 21,8 | 16,1 | 10,5 | 10,9     | 19,7     | 31,5     | 21,8     | 21,0 |
| T. min. media (°C)              | 2,1  | 3,6  | 5,9  | 7,8  | 11,1 | 16,3 | 17,1 | 18,8 | 15,6 | 11,5 | 6,9  | 3,2  | 3,0      | 8,3      | 17,4     | 11,3     | 10,0 |
| Giorni di pioggia               | 12   | 12   | 11   | 11   | 13   | 8    | 5    | 6    | 8    | 12   | 14   | 13   | 37       | 35       | 19       | 34       | 125  |

### Sistemi territoriali locali
Nella provincia di Siena sono state identificate 7 aree omogenee per risorse territoriali ed ambientali, sistema insediativo, sistema produttivo e rete dei rapporti istituzionali. Esse sono:
1. Alta Val d'Elsa
2. Chianti Senese
3. Area Urbana (Monteriggioni e Siena)
4. Val di Merse
5. Val d'Arbia e Crete Senesi
6. Val di Chiana Senese
7. Val d'Orcia e Amiata

La provincia di Siena trae la maggior parte delle sue origini dall'antico territorio della Repubblica di Siena, che dominò su questo territorio e su quello dell'attuale Provincia di Grosseto dalla metà del 1100 fino al 1559, anno della sua caduta. Sono stati assegnati al momento della suddivisione delle province in Italia, inoltre, altri territori precedentemente contesi (come ad esempio Montepulciano) e una parte della Tuscia e della Val di Paglia.
L'attuale territorio della provincia deriva dall'omonimo compartimento del Granducato di Toscana, denominato Compartimento di Siena. Nel 1860 le furono annessi alcuni comuni staccati dalla provincia di Arezzo (Sarteano, Cetona, Chianciano Terme, Sinalunga, Torrita di Siena e Chiusi).
Dal 1945 la provincia di Siena politicamente è la provincia più "rossa" d'Italia: è stata governata dal Partito Comunista Italiano, con la maggioranza del 60% dei voti dal 1945 al 1991 (anno di scioglimento). Dal 1991 la provincia è governata da una coalizione di centrosinistra.

## Storia

### Simboli

Il gonfalone della provincia

Lo stemma della provincia di Siena è stato concesso con RD dell'8 marzo 1891.

## Società

### Qualità della vita
| Anno | Qualità della Vita (Sole 24 Ore) | Rapporto Ecosistema Urbano (Legambiente) |
| ---- | -------------------------------- | ---------------------------------------- |
| 1990 | 19ª posizione                    | -                                        |
| 1991 | 19ª posizione ()                 | -                                        |
| 1992 | 7ª posizione (12)                | -                                        |
| 1993 | 7ª posizione ()                  | -                                        |
| 1994 | 10ª posizione (3)                | ?                                        |
| 1995 | 5ª posizione (5)                 | ?                                        |
| 1996 | 6ª posizione (1)                 | ?                                        |
| 1997 | 1ª posizione (5)                 | ?                                        |
| 1998 | 13ª posizione (12)               | ?                                        |
| 1999 | 10ª posizione (3)                | ?                                        |
| 2000 | 11ª posizione (1)                | ?                                        |
| 2001 | 11ª posizione ()                 | ?                                        |
| 2002 | 5ª posizione (5)                 | ?                                        |
| 2003 | 11ª posizione (6)                | 41ª posizione                            |
| 2004 | 7ª posizione (4)                 | 55ª posizione (14)                       |
| 2005 | 11ª posizione (4)                | 16ª posizione (39)                       |
| 2006 | 1ª posizione (10)                | 17ª posizione (1)                        |
| 2007 | 7ª posizione (6)                 | 20ª posizione (3)                        |
| 2008 | 7ª posizione ()                  | 2ª posizione (18)                        |
| 2009 | 9ª posizione (2)                 | 5ª posizione (3)                         |
| 2010 | 5ª posizione (4)                 | 6ª posizione (1)                         |
| 2011 | 8ª posizione (3)                 | 8ª posizione (2)                         |
| 2012 | 2ª posizione (6)                 | 21ª posizione (13)                       |
| 2013 | 5ª posizione (3)                 | 17ª posizione (4)                        |
| 2014 | 9ª posizione (4)                 | 57ª posizione (40)                       |
| 2015 | 9ª posizione ()                  | 65ª posizione (8)                        |
| 2016 | 19ª posizione (10)               | 38ª posizione (27)                       |
| 2017 | 11ª posizione (8)                | 44ª posizione (6)                        |
| 2018 | 26ª posizione (15)               | 39ª posizione (5)                        |
| 2019 | 35ª posizione (9)                | 48ª posizione (9)                        |
| 2020 | 11ª posizione (26)               | 48ª posizione ()                         |
| 2021 | 15ª posizione (4)                | 53ª posizione (5)                        |
| 2022 | 4ª posizione (11)                | 12ª posizione (41)                       |
| 2023 | 30ª posizione (26)               | 32ª posizione (20)                       |
| 2024 | 15ª posizione (15)               | 26ª posizione (6)                        |

## Religione

### Diocesi e sedi vescovili
| Diocesi                                             | Territorio in Provincia di Siena | Ha sede in Provincia di Siena? |
| --------------------------------------------------- | --- | ------------------------------ |
| Arcidiocesi di Siena-Colle di Val d'Elsa-Montalcino | Comuni di Castiglione d'Orcia, Chiusdino, Colle di Val d'Elsa, Monteroni d'Arbia, Monteriggioni, Monticiano, Murlo, San Quirico d'Orcia, Siena e Sovicille e parte dei Comuni di Asciano, Buonconvento, Casole d'Elsa, Castellina in Chianti, Castelnuovo Berardenga, Montalcino, Poggibonsi e San Gimignano. | Si                             |
| Diocesi di Montepulciano-Chiusi-Pienza              | Comuni di Abbadia San Salvatore, Cetona, Chianciano Terme, Chiusi, Montepulciano, Pienza, Radicofani, San Casciano dei Bagni, Sarteano, Torrita di Siena e Trequanda e parte dei Comuni di Sinalunga e Montalcino.                                                                                            | Si                             |
| Abbazia Territoriale di Monte Oliveto Maggiore      | Parte dei Comuni di Asciano e Buonconvento. | Si                             |
| Diocesi di Fiesole                                  | Parte dei Comuni di Castelnuovo Berardenga, Castellina in Chianti, Radda in Chianti e Gaiole in Chianti. | No                             |
| Diocesi di Volterra                                 | Comune di Radicondoli e parte dei Comuni di Casole d'Elsa e San Gimignano. | No                             |
| Diocesi di Arezzo-Cortona-Sansepolcro               | Parte dei Comuni di Castelnuovo Berardenga, Gaiole in Chianti e Sinalunga. | No                             |
| Diocesi di Pitigliano-Sovana-Orbetello              | Comune di Piancastagnaio. | No                             |
| Arcidiocesi di Firenze                              | Parte dei Comuni di Castellina in Chianti e Poggibonsi. | No                             |

## Economia
Il tasso di disoccupazione al 2023 si colloca al 4.5% rispetto a una media regionale del 6% e nazionale dell'8%.
Più della metà dell'export proviene dal settore farmaceutico.

## Cultura

### Musei
Ecco elencati i più importanti musei della Provincia di Siena:
| Nome                                                                      | Comune                               |
| ------------------------------------------------------------------------- | ------------------------------------ |
| Museo d'arte Sacra Don Roberto Corvini                                    | Abbadia San Salvatore                |
| Museo minerario di Abbadia San Salvatore                                  | Abbadia San Salvatore                |
| Museo di Palazzo Corboli                                                  | Asciano                              |
| Museo della Mezzadria Senese                                              | Buonconvento                         |
| Museo di Arte Sacra della Val d'Arbia                                     | Buonconvento                         |
| Museo Archeologico e della Collegiata                                     | Casole d'Elsa                        |
| Parco Sculture del Chianti                                                | Castelnuovo Berardenga               |
| Museo Archeologico del Chianti Senese                                     | Castellina in Chianti                |
| Museo Civico per la Preistoria del Monte Cetona                           | Cetona                               |
| Museo d'Arte di Chianciano                                                | Chianciano Terme                     |
| Museo Civico Archeologico delle Acque                                     | Chianciano Terme                     |
| Museo della Collegiata di Chianciano                                      | Chianciano Terme                     |
| Museo Civico e Diocesano di Arte Sacra di San Galgano                     | Chiusdino                            |
| Museo Archeologico Nazionale di Chiusi                                    | Chiusi                               |
| Museo Diocesano della Cattedrale e Cunicoli Etruschi di Chiusi            | Chiusi                               |
| Museo Civico e d'Arte Sacra di Colle di Val d'Elsa                        | Colle di Val d'Elsa                  |
| Museo del Cristallo                                                       | Colle di Val d'Elsa                  |
| Centro Documentazione Amedeo Modigliani                                   | Colle di Val d'Elsa                  |
| Crocifisso di Sant'Antimo                                                 | Montalcino                           |
| Musei Riuniti                                                             | Montalcino                           |
| Museo Civico di Montepulciano                                             | Montepulciano                        |
| Conservatorio di San Girolamo                                             | Montepulciano                        |
| Museo Archeologico di Monteriggioni                                       | Monteriggioni                        |
| Parco di Kurt Laurenz Metzler                                             | Monticiano                           |
| Museo di Paleontologia Francesco Costantino Marmocchi                     | Poggibonsi                           |
| Museo d'Arte Sacra del Chianti                                            | Radda in Chianti                     |
| Museo del Cassero                                                         | Radicofani                           |
| Museo d'Arte Sacra di San Gimignano                                       | San Gimignano                        |
| Chiesa del Quercecchio                                                    | San Gimignano                        |
| Galleria Continua                                                         | San Gimignano                        |
| Palazzo Comunale di San Gimignano                                         | San Gimignano                        |
| SanGimignano1300                                                          | San Gimignano                        |
| Spedale di Santa Fina                                                     | San Gimignano                        |
| Museo del Tartufo di San Giovanni d'Asso                                  | Montalcino (già San Giovanni d'Asso) |
| Museo Civico Archeologico di Sarteano                                     | Sarteano                             |
| Museo di Storia Naturale dell'Accademia dei Fisiocritici                  | Siena                                |
| Museo Nazionale dell'Antartide Felice Ippolito                            | Siena                                |
| Museo Archeologico Nazionale di Siena                                     | Siena                                |
| Museo Bologna-Buonsignori                                                 | Siena                                |
| Collezione Senese degli Strumenti di Fisica                               | Siena                                |
| Collezioni di Preistoria, Archeologia Classica e Archeologia Medievale    | Siena                                |
| Museo dell'Opera del Duomo di Siena                                       | Siena                                |
| Museo Anatomico Leonetto Comparini                                        | Siena                                |
| Museo della Società di Esecutori di Pie Disposizioni                      | Siena                                |
| Museo di Scienze della Terra di Siena                                     | Siena                                |
| Oratorio della Compagnia di San Bernardino                                | Siena                                |
| Orto Botanico di Siena                                                    | Siena                                |
| Osservatorio Astronomico dell'Università di Siena                         | Siena                                |
| Palazzo Chigi-Saracini                                                    | Siena                                |
| Palazzo delle Papesse                                                     | Siena                                |
| Palazzo Pubblico di Siena                                                 | Siena                                |
| Pinacoteca Nazionale di Siena                                             | Siena                                |
| Complesso Museale di Santa Maria della Scala                              | Siena                                |
| Stanze della Memoria                                                      | Siena                                |
| Museo storico dell'Università degli Studi di Siena                        | Siena                                |
| Museo della Nobile Contrada dell'Aquila                                   | Siena                                |
| Museo della Contrada del Bruco                                            | Siena                                |
| Museo della Contrada della Chiocciola                                     | Siena                                |
| Museo della Contrada Priora della Civetta                                 | Siena                                |
| Museo della Contrada del Drago                                            | Siena                                |
| Museo della Contrada della Giraffa                                        | Siena                                |
| Museo della Contrada Sovrana dell'Istrice                                 | Siena                                |
| Museo della Contrada del Leocorno                                         | Siena                                |
| Museo della Contrada della Lupa                                           | Siena                                |
| Museo della Nobile Contrada del Nicchio                                   | Siena                                |
| Museo della Contrada dell'Oca                                             | Siena                                |
| Museo della Contrada Capitana dell'Onda                                   | Siena                                |
| Museo della Contrada della Pantera                                        | Siena                                |
| Museo della Contrada della Selva                                          | Siena                                |
| Museo della Contrada della Tartuca                                        | Siena                                |
| Museo della Contrada della Torre                                          | Siena                                |
| Museo della Contrada di Valdimontone                                      | Siena                                |
| Museo Etnografico del Bosco e della Mezzadria                             | Sovicille                            |
| Oratorio della Confraternita della Santissima Trinità e di San Bernardino | Trequanda                            |
| Museo della Terracotta                                                    | Trequanda                            |

### Teatri
Ecco elencati i principali teatri della Provincia di Siena:
| Nome                                                   | Comune                 | Località             |
| ------------------------------------------------------ | ---------------------- | -------------------- |
| Cinema Teatro Amiata                                   | Abbadia San Salvatore  | Capoluogo del Comune |
| Teatro Servadio                                        | Abbadia San Salvatore  | Capoluogo del Comune |
| Teatro Vittorio Alfieri di Castelnuovo Berardenga      | Castelnuovo Berardenga | Capoluogo del Comune |
| Teatro Mascagni di Chiusi                              | Chiusi                 | Capoluogo del Comune |
| Teatro del Popolo di Colle di Val d'Elsa               | Colle di Val d'Elsa    | Capoluogo del Comune |
| Teatro dei Varii                                       | Colle di Val d'Elsa    | Capoluogo del Comune |
| Teatro degli Astrusi                                   | Montalcino             | Capoluogo del Comune |
| Teatro della Grancia di Montisi                        | Montalcino             | Montisi              |
| Teatro Poliziano                                       | Montepulciano          | Capoluogo del Comune |
| Teatro della Società dei Concordi                      | Montepulciano          | Capoluogo del Comune |
| Cinema Teatro Comunale                                 | Piancastagnaio         | Capoluogo del Comune |
| Teatro Povero                                          | Pienza                 | Monticchiello        |
| Teatro Politeama di Poggibonsi                         | Poggibonsi             | Capoluogo del Comune |
| Teatro Verdi di Poggibonsi                             | Poggibonsi             | Capoluogo del Comune |
| Teatro Comunale Risorti                                | Radicondoli            | Capoluogo del Comune |
| Teatro del Popolo di Rapolano Terme                    | Rapolano Terme         | Capoluogo del Comune |
| Teatro Comunale ex Accademia dei Georgofili Accalorati | San Casciano dei Bagni | Capoluogo del Comune |
| Teatro dei Leggieri                                    | San Gimignano          | Capoluogo del Comune |
| Teatro Comunale degli Arrischianti                     | Sarteano               | Capoluogo del Comune |
| Centro Culture Contemporanee Corte dei Miracoli        | Siena                  | Capoluogo del Comune |
| Teatro dei Rinnovati                                   | Siena                  | Capoluogo del Comune |
| Teatro dei Rozzi                                       | Siena                  | Capoluogo del Comune |
| Teatro Comunale Ciro Pinsuti                           | Sinalunga              | Capoluogo del Comune |
| Teatro Comunale degli Oscuri                           | Torrita di Siena       | Capoluogo del Comune |

## Infrastrutture e trasporti

### Viabilità
Strade di Importanza Nazionale che attraversano la Provincia di Siena:
| Nome (Numero)                                | Tratto Presente |
| -------------------------------------------- | --- |
| Autostrada del Sole (A1)                     | Fra le uscite di Valdichiana e Chiusi-Chianciano Terme, attraversa tutta la Valdichiana e continua fino a circà metà strada per il casello di Fabro.                                                   |
| Raccordo Autostradale Siena-Firenze (RA3)    | Dall'inizio (svincolo Siena Nord) allo svincolo di Poggibonsi Nord, poco dopo l'area di servizio Drove; collega Siena a Firenze passando prima per la Val d'Elsa (fino a Poggibonsi) e poi il Chianti. |
| Raccordo Autostradale Bettolle-Perugia (RA6) | Dall'inizio (svincolo di Bettolle) prosegue per circa 1 chilometro. |
| Strada Statale Via Cassia (2)                | Dall'inizio (Semaforo della Coroncina, Siena) fino al termine della Toscana (Ponte sul Torrente Elvella). Collega Siena a tutta la parte meridionale della sua provincia, al Monte Amiata e al Lazio.  |
| Strada Statale di Val Cecina (68)            | Da Poggibonsi fino all'incrocio di Montemiccioli; collega l'Alta Val d'Elsa a Cecina e al mare. |
| Strada Statale Senese Aretina (73)           | Dall'inizio (Colonna del Grillo) fino alla Provincia di Arezzo, verso la località Palazzuolo e Monte San Savino                                                                                        |
| Strada Statale di Chianciano (146)           | Quasi interamente, da San Quirico d'Orcia fino a Chiusi; collega la Val d'Orcia alla Bassa Valdichiana e alla Tuscia.                                                                                  |
| Strada Statale di Paganico (223)             | Dall'inizio (svincolo di Siena Est) fino al Ponte di Petriolo (dopo lo svincolo di Iesa). Collega Siena a Grosseto, alla Montagnola e al mare.                                                         |
| Strada Statale Sarzanese Valdera (439)       | Un brevissimo tratto di 500 metri fra Castelnuovo di Val di Cecina e l'innesto con la SR398 |
| Tangenziale Ovest di Siena (674)             | Interamente, dallo svincolo di Siena Nord fino alla diramazione dopo quello di Siena Sud. Collega l'Autopalio (RA3) alla Strada Statale di Paganico e alla Strada Statale Siena-Bettolle.              |
| Strada Statale Siena-Bettolle (715)          | Interamente, dallo svincolo di Grosseto-Firenze fino a quello di Bettolle; collega Siena alla zona Est della sua provincia e soprattutto all'A1.                                                       |

Strade di Importanza Regionale che attraversano la Provincia di Siena:
| Nome (Numero)                            | Tratto Presente |
| ---------------------------------------- | --- |
| Strada Regionale Cassia (2)              | Dall'inizio (fine dell'abitato di Siena) fino a Sosta del Papa, dopo Poggibonsi. Collega Siena alla Val d'Elsa, alla Val di Pesa e a Firenze.               |
| Strada Regionale Chiantigiana (222)      | Dall'inizio (ultima rotonda di Via Chiantigiana uscendo da Siena) fino al ponte sul fiume Pesa fra Castellina in Chianti e Panzano in Chianti               |
| Strada Regionale di Val d'Elsa (429)     | Dall'inizio (Ponte sul fiume Elsa a Poggibonsi) fino al ponte sul Torrente dei Casciani, in località Badia a Elmi, dopo aver attraversato la prima galleria |
| Strada Regionale Raccordo Drove (429bis) | Un piccolo tratto passata la rotonda dello svincolo Poggibonsi Nord del RA3                                                                                 |

Strade provinciali della Provincia di Siena:

### Ferrovie
Linee Ferroviarie che passano per la Provincia di Siena:
| Nome                        | Stazioni Attive nel territorio provinciale | Stato         |
| --------------------------- | --- | ------------- |
| Direttissima Firenze-Roma   | - | Attiva        |
| Firenze-Chiusi-Roma         | Chiusi-Chianciano Terme. | Attiva        |
| Ferrovia Centrale Toscana   | Poggibonsi-San Gimignano, Castellina in Chianti - Monteriggioni, Badesse, Siena, Arbia, Castelnuovo Berardenga, Asciano-M. Oliveto M., Asciano, Rapolano Terme, Rigomagno, Sinalunga, Torrita di Siena, Montepulciano, Montallese e Chiusi-Chianciano Terme. | Attiva        |
| Siena-Grosseto              | Siena, Siena Zona Industriale, Ponte a Tressa, Monteroni d'Arbia, Buonconvento e Murlo. | Attiva        |
| Arezzo-Sinalunga            | Sinalunga. | Attiva        |
| Asciano-Monte Antico        | Asciano, Trequanda, San Giovanni d'Asso, Torrenieri-Montalcino, Monte Amiata e Sant'Angelo-Cinigiano. | Uso Turistico |
| Poggibonsi-Colle Val d'Elsa | Poggibonsi-San Gimignano. | Demolita      |
| Montepulciano-Fontago       | Montepulciano. | Demolita      |
| Murlo-Befa                  | Murlo. | Demolita      |

### Aeroporti

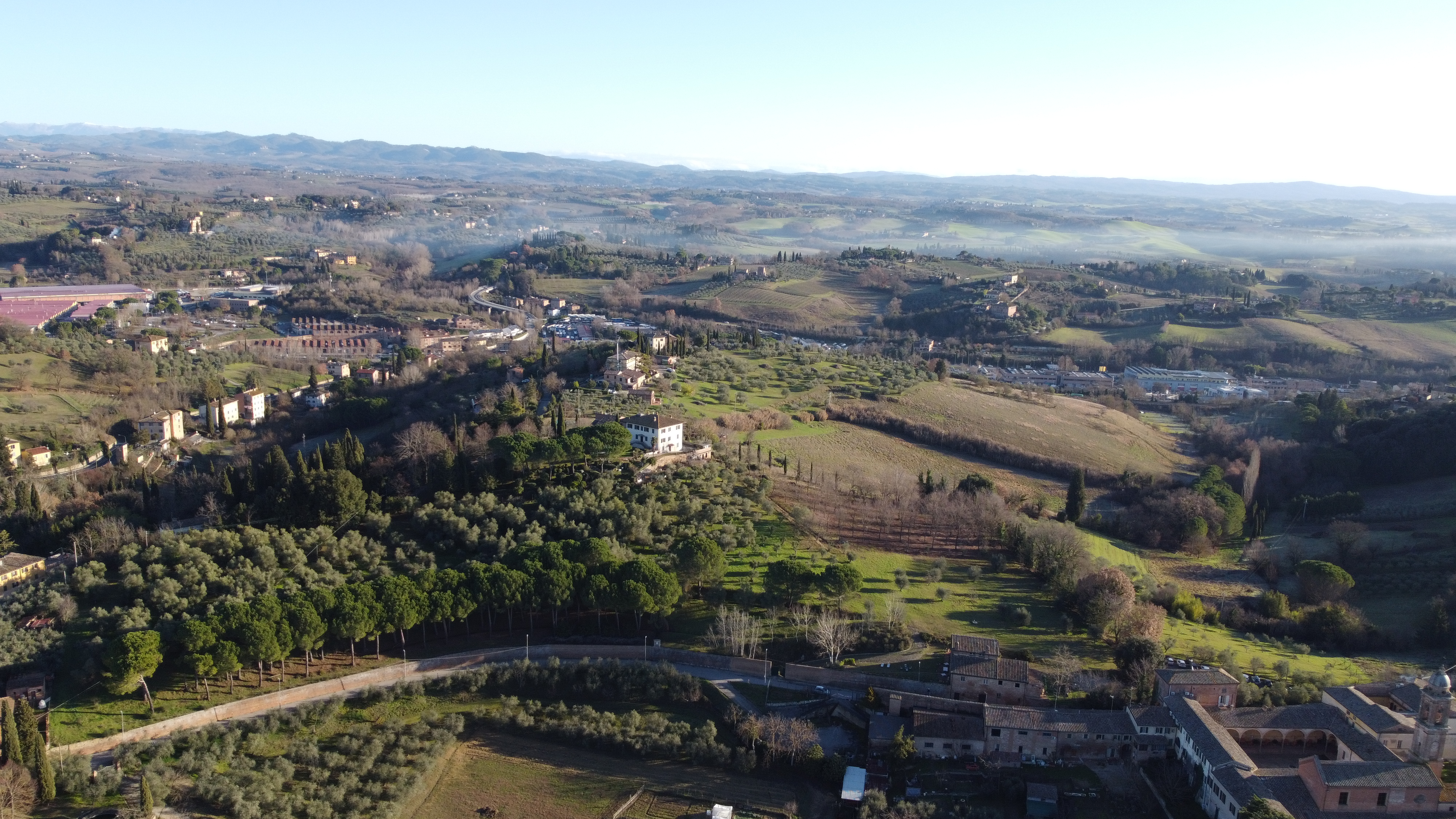
Veduta aerea della provincia senese dalla certosa di Maggiano (gennaio 2022)

L'unico aeroporto presente in provincia di Siena è l'aeroporto di Siena-Ampugnano, che al momento (2025) è adibito a servire solamente voli privati, di emergenza, per scuole di volo e traffico commerciale aerotaxi. Tuttavia, Siena, in passato aveva un altro aeroporto, situato in località Pian del Lago e chiamato Aeroporto Alfio Mezzetti. Ci sono inoltre sette aviosuperfici in provincia: l'Aviosuperficie Mensanello (a Colle di Val d'Elsa), l'Aviosuperficie Club Chiusdino (vicino Montalcinello), l'Aviosuperficie Valdichiana (a Bettolle), l'Aviosuperfice Borgo di Castelvecchio (vicino Contignano), il Campo di Volo Chiusi Scalo (a Chiusi Scalo), il Campo Volo Grillo (a Colonna del Grillo) e il Campo Volo Aviovitombola (a Torrita di Siena).

### Trasporto pubblico locale[24]
La provincia di Siena è servita principalmente dai servizi di autobus gestiti da Autolinee Toscane (anche se nelle località vicine al confine con il Lazio e con l'Umbria si possono trovare fermate dei servizi di autobus delle relative regioni). Ci sono dieci principali categorie di linee di trasporto nella provincia: “Siena Urbano”, servita da novanta  diverse linee; “Siena Extraurbano”, servita da settantadue  diverse linee; “Chianciano Terme Urbano”, servita da una sola linea; “Chiusi Urbano”, servita da due diverse linee; “Colle Val d'Elsa Urbano”, servita da dieci diverse linee; “Montepulciano Urbano”, servita da una sola linea; “Poggibonsi Urbano”, servita da quindici  diverse linee; “San Gimignano Urbano”, servita da tre diverse linee; “Servizi Regionali”, servita da cinque diverse linee e “Integrativi Ferroviari”, servita da una sola linea, gestita anche dai Servizi Integrativi di Trenitalia.

### Piste ciclabili e ciclopedonali
Ecco la lista delle principali piste ciclabili e ciclopedonali della provincia di Siena:
- Via Francigena: Un famosissimo percorso ciclabile e pedonale dedito al pellegrinaggio. Nella provincia di Siena arriva da nord di San Gimignano e termina affiancando la Via Cassia.
- Pista Ciclo Pedonale Colle-Poggibonsi: Pista ciclopedonale che collega le città di Poggibonsi e Colle di Val d'Elsa seguendo il tracciato della vecchia ferrovia ormai demolita.
- Pista Ciclabile Poggibonsi-Staggia Senese: Pista ciclabile che collega la città di Poggibonsi al paese Staggia Senese.
- Piste Ciclabili della città di Siena: La città di Siena presenta varie piste ciclabili che collegano diversi quartieri; le principali sono quelle che collegano la stazione ai quartieri a nord della città, la Passeggiata Piero Calamandrei, la Ciclabile San Martino-Tognazza, la Passeggiata del Parco Bernardino Ochino, la Ciclabile dei Due Ponti (dietro Viale Europa) e quella che collega Porta Camollia al Parco Unità d'Italia.
- Sentiero della Bonifica: Pista Ciclabile lungo il Canale Maestro della Chiana, per il tratto che va da Bettolle a Chiusi.
- Pista Ciclabile della Quadriga: Pista Ciclabile che crea un anello che comprende una parte della città di Sarteano.
- Pista Piancastagnaio-Abbadia: Pista Ciclopedonale che collega Piancastagnaio ad Abbadia San Salvatore, sul Monte Amiata, non ancora terminata per colpa del terreno montuoso.

Infine sono presenti molte altre piste ciclabili e ciclopedonali di minore importanza, di cui la maggior parte appartengono alle Ciclovie della Toscana, che si possono trovare in montagna, in collina o dentro qualche grande centro abitato.

## Comuni
Appartengono alla provincia di Siena i seguenti 35 comuni:
| Comune                 | Abitanti | Stemma |
| ---------------------- | -------- | ------ |
| Abbadia San Salvatore  | 5 997    |        |
| Asciano                | 6 781    |        |
| Buonconvento           | 2 979    |        |
| Casole d'Elsa          | 3 715    |        |
| Castellina in Chianti  | 2 651    |        |
| Castelnuovo Berardenga | 8 924    |        |
| Castiglione d'Orcia    | 2 144    |        |
| Cetona                 | 2 488    |        |
| Chianciano Terme       | 6 907    |        |
| Chiusdino              | 1 751    |        |
| Chiusi                 | 8 093    |        |
| Colle di Val d'Elsa    | 21 550   |        |
| Gaiole in Chianti      | 2 522    |        |
| Montalcino             | 5 611    |        |
| Montepulciano          | 13 274   |        |
| Monteriggioni          | 9 991    |        |
| Monteroni d'Arbia      | 9 039    |        |
| Monticiano             | 1 555    |        |
| Murlo                  | 2 423    |        |
| Piancastagnaio         | 3 871    |        |
| Pienza                 | 1 976    |        |
| Poggibonsi             | 28 209   |        |
| Radda in Chianti       | 1 449    |        |
| Radicofani             | 1 060    |        |
| Radicondoli            | 945      |        |
| Rapolano Terme         | 5 072    |        |
| San Casciano dei Bagni | 1 500    |        |
| San Gimignano          | 7 105    |        |
| San Quirico d'Orcia    | 2 628    |        |
| Sarteano               | 4 718    |        |
| Siena                  | 53 893   |        |
| Sinalunga              | 14 568   |        |
| Sovicille              | 8 346    |        |
| Torrita di Siena       | 7 090    |        |
| Trequanda              | 1 417    |        |

### Comuni più popolosi
| Comune                 | Abitanti (31-8-2022) | Stemma |
| ---------------------- | -------------------- | ------ |
| Siena                  | 52 642               |        |
| Poggibonsi             | 28 449               |        |
| Colle di Val d'Elsa    | 21 540               |        |
| Montepulciano          | 13 199               |        |
| Sinalunga              | 12 027               |        |
| Monteriggioni          | 9 919                |        |
| Sovicille              | 9 845                |        |
| Monteroni d'Arbia      | 9 008                |        |
| Castelnuovo Berardenga | 8 959                |        |
| Chiusi                 | 8 158                |        |